# 聖母の騎士社
聖母の騎士社（せいぼのきししゃ）は、宗教法人カトリックコンベンツァル聖フランシスコ修道会の日本管区において、印刷出版業務を行うことを目的として長崎市本河内の聖母の騎士修道院内に設置されている、キリスト教出版社。

## 歴史と概要
1930年5月15日にマキシミリアノ・コルベ神父によって「無原罪の聖母の騎士」が創刊された。現在、月刊誌「聖母の騎士」「毎日の黙想」や聖母文庫の出版を行い、他にもカトリック教会等の広報誌や受注印刷等にも幅広く対応している。
1930年4月24日、ポーランドにある修道会のクラクフ管区からマキシミリアノ・コルベ神父、ゼノ・ゼブロフスキー修道士、コンラド修道士が長崎に上陸した。その1か月後に、雑誌「無原罪の聖母の騎士」（現在の月刊「聖母の騎士」）を発行した。
なお、同神父に日本宣教を勧めたのは、当時ローマに留学していた里脇浅次郎神学生（後の長崎大司教、枢機卿）だった。
コルベ神父は無原罪の聖母マリアを守護者とする聖母の騎士会 (M.I.) およびポーランドの聖母の騎士修道院の創設者で、「アウシュヴィッツの聖人」として知られている。
ポーランドにおける聖母の騎士会の活動が、出版などマスメディアを使った宣教活動に熱心だったため、修道会は日本でも聖母の騎士社の名称で出版活動を行っている。

## 所在地
〒850-0012　長崎市本河内2-2-1